# Hoàng Xuân Sính
Hoàng Xuân Sính (* 8. September 1933 in Làng Cót) ist eine vietnamesische Mathematikerin.
Hoang Xuan Sinh ist die Tochter eines Stofffabrikanten und ging, nachdem sie in Hanoi 1951 einen Abschluss in Englisch und Französisch gemacht hatte, nach Paris zum Studium der Mathematik mit dem Abschluss der Agrégation 1959 an der Universität Toulouse. Danach lehrte sie Mathematik an der Pädagogischen Hochschule in Hanoi. 1967 war sie eine der Studenten von Alexander Grothendieck, als dieser für einen Monat Nordvietnam besuchte und dort an der außerhalb Hanois evakuierten Universität Vorlesungen hielt. Sinh blieb mit Grothendieck in brieflichem Kontakt und dieser schlug ihr ein Dissertationsthema vor. 1975 wurde sie bei Grothendieck an der Universität Paris VII (Denis Diderot) promoviert (Gr-catégories). Darin führte sie 2-Gruppen (Gr-Kategorien) ein (ein Gruppen- bzw. Gruppoidkonzept in der höheren Kategorientheorie). Die Promotion erfolgte anlässlich ihres Aufenthalts in Frankreich 1974/75 (sie besuchte auch den Internationalen Mathematikerkongress 1974 in Vancouver). In der Prüfungskommission waren außer Grothendieck Henri Cartan, Laurent Schwartz und Michel Zisman.
Nach ihrer Rückkehr erhielt sie eine volle Professur in Hanoi (als erste Frau in Vietnam im naturwissenschaftlich-technischen Bereich überhaupt). 1988 gründete sie die private Thang Long Universität in Hanoi (die erste private Universität im vereinigten Vietnam).
2003 erhielt sie den Orden der Palmes académiques. Sie wurde in Vietnam zum Lehrer des Volkes ernannt (die höchste pädagogische Auszeichnung des Landes).

## Schriften
- Gr-catégories strictes, Acta Mathematica Vietnamica, Band 3, 1978, S. 47–59 PDF; 934kB
- Catégories de Picard restreintes, Acta Mathematica Vietnamica, Band 7, 1982, S. 117–122 PDF; 222kB